# Edgar Hayes
Edgar Hayes (Lexington, 1904. május 23. – San Bernardino, 1979. június 28.) amerikai dzsesszzongorista, zenekarvezető.

## Pályafutása
A Kentucky állambeli Lexingtonban született. A Wilberforce Egyetemen tanult, ahol az 1920-as évek elején diplomázott. 1922-ben turnézott Fess Williamsszel. Az 1920-as években az Eight Black Pirates és a Symphonic Harmonists együtteseket vezette. 1931 és 1936 között a Mills Blue Rhythm Band zenekarban játszott. 1937 és 1941 között saját zenekart vezetett. 1944-ben Ohióban létrehozta saját együttesét Blue Grass Buddies névvel.
Legnépszerűbb dala az In the Mood című felvétele volt, amelyet később Glenn Miller népszerűsített.
Edgar Hayes 1942-ben Kaliforniába költözött, és egy kvartettet vezetett. Ezt követően szólista volt. Az 1970-es évekig fellépett.
1979-ben hunyt el.